# Roestnekdwergspecht
De roestnekdwergspecht (Picumnus fuscus) is een vogel uit de familie Picidae (spechten).

## Verspreiding en leefgebied
Deze soort komt voor in noordoostelijk Bolivia en het westelijke deel van Centraal-Brazilië.